# EDNRA
EDNRA (англ. Endothelin receptor type A) – білок, який кодується однойменним геном, розташованим у людей на короткому плечі 4-ї хромосоми.  Довжина поліпептидного ланцюга білка становить 427 амінокислот, а молекулярна маса — 48 722.
| 10         |  | 20         |  | 30         |  | 40         |  | 50         |
| ---------- |  | ---------- |  | ---------- |  | ---------- |  | ---------- |
| METLCLRASF |  | WLALVGCVIS |  | DNPERYSTNL |  | SNHVDDFTTF |  | RGTELSFLVT |
| THQPTNLVLP |  | SNGSMHNYCP |  | QQTKITSAFK |  | YINTVISCTI |  | FIVGMVGNAT |
| LLRIIYQNKC |  | MRNGPNALIA |  | SLALGDLIYV |  | VIDLPINVFK |  | LLAGRWPFDH |
| NDFGVFLCKL |  | FPFLQKSSVG |  | ITVLNLCALS |  | VDRYRAVASW |  | SRVQGIGIPL |
| VTAIEIVSIW |  | ILSFILAIPE |  | AIGFVMVPFE |  | YRGEQHKTCM |  | LNATSKFMEF |
| YQDVKDWWLF |  | GFYFCMPLVC |  | TAIFYTLMTC |  | EMLNRRNGSL |  | RIALSEHLKQ |
| RREVAKTVFC |  | LVVIFALCWF |  | PLHLSRILKK |  | TVYNEMDKNR |  | CELLSFLLLM |
| DYIGINLATM |  | NSCINPIALY |  | FVSKKFKNCF |  | QSCLCCCCYQ |  | SKSLMTSVPM |
| NGTSIQWKNH |  | DQNNHNTDRS |  | SHKDSMN    |  |            |  |            |

A: Аланін

C: Цистеїн

D: Аспарагінова кислота

E: Глутамінова кислота

F: Фенілаланін

G: Гліцин

H: Гістидин

I: Ізолейцин

K: Лізин

L: Лейцин

M: Метіонін

N: Аспарагін

P: Пролін

Q: Глутамін

R: Аргінін

S: Серин

T: Треонін

V: Валін

W: Триптофан

Кодований геном білок за функціями належить до рецепторів, g-білокспряжених рецепторів, білків внутрішньоклітинного сигналінгу, фосфопротеїнів. 
Задіяний у таких біологічних процесах як поліморфізм, альтернативний сплайсинг. 
Локалізований у клітинній мембрані, мембрані.